# Bucculatrix telaviviella
Bucculatrix telaviviella är en fjärilsart som beskrevs av Hans Georg Amsel 1935. Bucculatrix telaviviella ingår i släktet Bucculatrix och familjen kronmalar. Inga underarter finns listade i Catalogue of Life.